# HMS Barham (04)
La HMS Barham (Pennant number 04), terza nave da guerra della Royal Navy britannica a portare questo nome è stata una nave da battaglia classe Queen Elizabeth, così battezzata in onore dell'ammiraglio Charles Middleton I barone di Barham. Costruita nei cantieri navali John Brown a Clydebank, Scozia venne impostata il 24 febbraio 1913 e varata nel 1914, entrando in servizio nel 1915, a prima guerra mondiale già iniziata.

## Storia

### Prima guerra mondiale
Entrata in servizio nell'agosto 1915, venne assegnata al 5th Battle Squadron (5º Squadra da Battaglia) della Grand Fleet, con base a Scapa Flow. Il 1º dicembre successivo entrò in collisione con la sua nave sorella, la Warspite: entrambe le unità vennero seriamente danneggiate dall'impatto. Dopo riparazioni temporanee, venne inviata a Invergordon per le riparazioni definitive, che durarono fino al 23 dicembre. Nel 1916 tornò ad essere la nave ammiraglia del 5th Battle Squadron dell'ammiraglio Hugh Evan-Thomas, inquadrata nella flotta di incrociatori da battaglia dell'ammiraglio David Beatty durante la battaglia dello Jutland sparò un totale 337 colpi dai pezzi da 381 mm. Anche se il numero di colpi andati a segno non è conosciuto, la Barham e la Valiant insieme colpirono i loro bersagli 23 o 24 volte, risultando tra le navi più precise dell'intera flotta. Durante la battaglia venne colpita sei volte, cinque da proiettili da 305 mm e una da un colpo da 280 mm, perdendo 26 uomini dell'equipaggio.
In seguito allo scontro l'unità rimase in riparazione fino al 5 luglio 1916. Venne sottoposta a lavori di ammodernamento a Cromarty tra il febbraio e il marzo 1917, ricevendo due cannoni antiaerei da 12 libbre e nuovamente revisionata nel febbraio 1918.

### Periodo interguerra
Nel 1920 la Barham divenne ammiraglia del 1st Battle Squadron (1º Squadra da Battaglia) della Atlantic Fleet, venendo quindi trasferita presso la Mediterranean Fleet nel 1924. Tra i suoi capitani ci fu Percy Noble. I due pezzi antiaerei da 12 libbre vennero sostituiti in questo periodo da due pezzi da 101.6 mm, a cui se ne aggiunsero altri due nel 1925, accompagnati da un più moderno sistema di controllo fuoco.
Durante lo sciopero generale del 1926 venne inviata insieme alla HMS Ramillies sul fiume Mersey per sbarcare viveri. Rimase quindi nel Mediterraneo fino al 1929, venendo assegnata nuovamente alla Atlantic Fleet nel novembre di quell'anno.

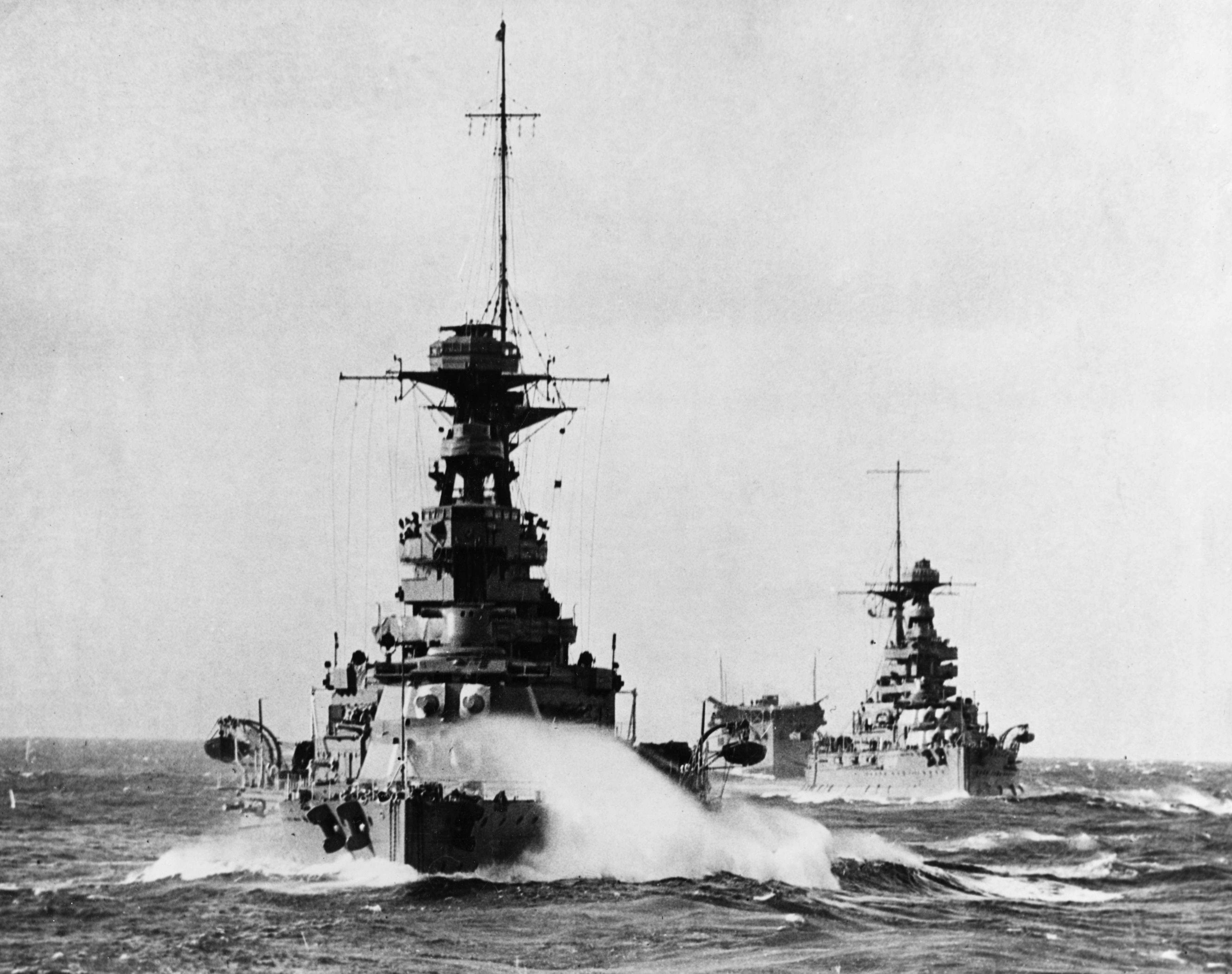
In navigazione seguita dalla gemella Malaya negli anni venti

Tra il gennaio 1931 ed il gennaio 1934 venne sottoposta a importanti lavori di ammodernamento: i due fumaioli vennero sostituiti da uno singolo, vennero installate controcarene antisommergibile e incrementata la corazzatura delle santabarbara dei proietti da 152.4 mm. Le difese antiaeree a corto raggio vennero incrementate con l'installazione di due cannoni Pom Pom da 40 mm ottupli e due gruppi di mitragliatrici Vickers quadruple da 12,7 mm posizionate sul tetto della torretta B. Una catapulta per idrovolanti Fairey IIIF venne installata sulla torretta X, mentre due dei quattro tubi lanciasiluri vennero rimossi. Queste modifiche causarono un aumento del dislocamento fino a 36.550 t. Al termine dei lavori la Barham venne brevemente assegnata alla Home Fleet, prima di tornare nel Mediterraneo nel 1935.
Insieme alle altre quattro navi della classe, venne sottoposta ad ulteriori interventi di ammodernamento sul finire degli anni 30, anche se ad un livello minore rispetto alle altre unità. I cannoni antiaerei singoli da 101.6 vennero sostituiti con pezzi dello stesso calibro in quattro torrette binate Mark XIX, gli ultimi due tubi lanciasiluri rimossi e la catapulta modificata nel 1938 per ospitare un più moderno idrovolante Fairey Swordfish.

### Seconda guerra mondiale
Allo scoppio della seconda guerra mondiale, nel settembre 1939, si trovava ancora nel Mediterraneo. Il 12 dicembre successivo, durante il trasferimento in patria per operare insieme alla Home Fleet entrò in collisione con il cacciatorpediniere Duchess a causa della fitta nebbia nove miglia ad ovest del Mull of Kintyre. Il cacciatorpediniere si capovolse e affondò, con la perdita di 124 membri dell'equipaggio.

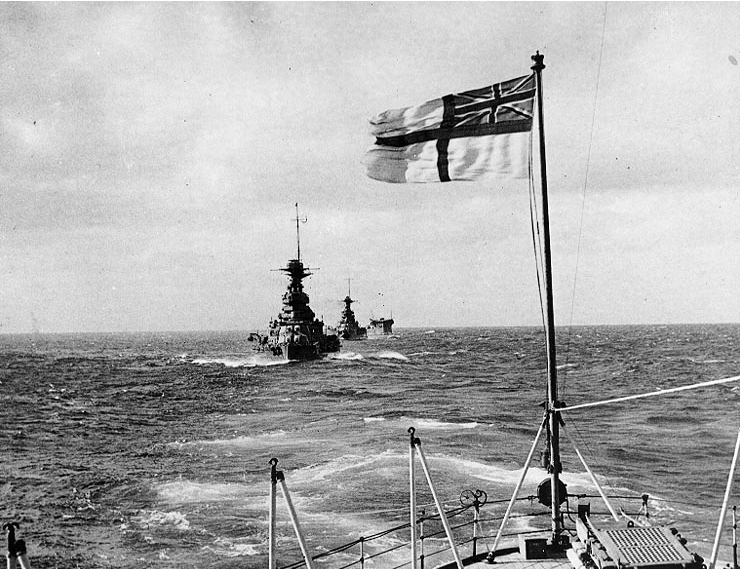
In navigazione negli anni venti

Il 28 dicembre 1939, mentre si trovava al largo dell'Isola di Lewis insieme all'incrociatore da battaglia Repulse e a cinque cacciatorpediniere di scorta, venne danneggiata tra i depositi munizioni delle torrette A e B da un siluro dell'U-Boot tedesco U-30, al comando di Fritz-Julius Lemp. Le controcarenature nella zona dell'impatto vennero distrutte e quattro membri dell'equipaggio persero la vita nell'esplosione. Nonostante i danni la Barham fu in grado di procedere senza aiuto fino a Liverpool, dove entrò in cantiere per riparazioni.
Durante i lavori, durati fino all'aprile 1940, vennero installate due ulteriori batterie pom pom quadruple e una mitragliatrice Vickers quadrupla, oltre ad un lanciatore di razzi antiaerei Unrotated Projectile.
Nel settembre 1940 prese parte all'operazione Menace, un attacco navale britannico contro Dakar (Senegal), prima di un progettato sbarco di forze della Francia Libera. Il 24 settembre la Barham venne colpita da colpi sparati dalle batterie costiere, mentre il giorno successivo si scontrò con la nave da battaglia francese Richelieu e venne colpita da un proiettile da 381 mm. Lo stesso giorno il sottomarino francese Bévéziers colpì con un siluro la nave da battaglia Resolution e l'operazione Menace venne abbandonata. La Barham rimorchiò quindi la Resolution fino a Freetown in Sierra Leone per le prime riparazioni prima di tornare a Gibilterra.
La Barham si unì quindi, a partire dal mese di novembre alla Force H a Gibilterra, partecipando subito dopo ad una complessa operazione di scorta a quattro diversi convogli e venendo quindi dislocata ad Alessandria d'Egitto dal 14 novembre. Il 26 novembre scortò la portaerei Eagle durante una missione di bombardamento su Tripoli, mentre in dicembre bombardò insieme alla Malaya posizioni italiane in Libia orientale. Il 3 gennaio 1941, insieme alla Warspite e alla Valiant bombardò quindi Bardia in vista dell'omonima battaglia. In seguito prese parte alla scorta a diversi convogli per Malta, partecipando attivamente il 28 marzo 1941 alla battaglia di capo Matapan. Il 21 aprile insieme alle navi da battaglia Warspite e Valiant, all'incrociatore Gloucester e ad una scorta di cacciatorpediniere attaccò il porto di Tripoli (operazione MD 3). Nel maggio successivo venne colpita da una bomba durante una missione nei pressi di Creta.

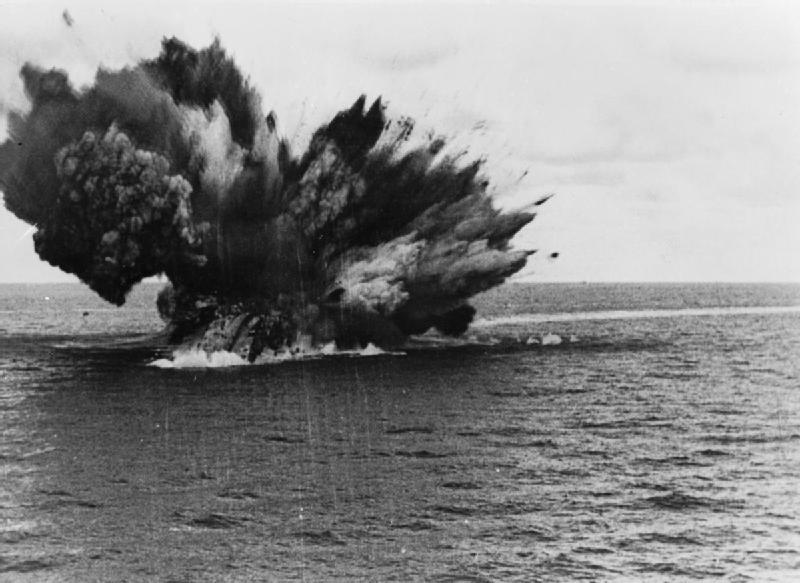
L'esplosione della santabarbara dei proietti da 381mm della Barham, 25 novembre 1941

Il 25 novembre 1941, alle 16.25, mentre navigava per coprire un attacco contro un convoglio italiano venne colpita da tre siluri lanciati dal sottomarino tedesco U-331, comandato dal Kapitänleutnant (capitano di corvetta) Hans Diedrich von Tiesenhausen. Mentre si inclinava a babordo le sue santabarbara esplosero e la nave affondò rapidamente perdendo più di due terzi del suo equipaggio. L'intero evento fu filmato da una nave vicina.
L'Ammiragliato fu immediatamente avvertito dell'affondamento quello stesso 25 novembre, comunque nel giro di poche ore appresero anche che l'Alto Comando Tedesco non sapeva dell'affondamento del Barham. Cogliendo l'opportunità di ingannare i tedeschi e di proteggere il morale inglese, l'Ammiragliato censurò tutte le notizie dell'affondamento della Barham e della perdita di 861 marinai.
Dopo un ritardo di parecchie settimane il War Office decise di informare i parenti prossimi delle vittime della Barham, ma aggiunse una richiesta speciale di riserbo. Le lettere di notifica includevano l'avvertimento di discutere della perdita della nave solo con i parenti stretti, specificando che era "essenziale che la notizia dell'evento che aveva portato alla perdita di vostro marito non giungesse al nemico fino a che non venisse annunciata ufficialmente."
Per il 9 gennaio 1942 soltanto l'Alto Comando Tedesco realizzò la perdita della Barham. L'Ammiragliato britannico informò la stampa il 27 gennaio 1942 e spiegò il motivo per cui le notizie erano state tenute riservate. Dopo diffusione della notizia, il comandante del sottomarino venne decorato con la Croce di Cavaliere della Croce di Ferro.

## Riprese cinematografiche
Il filmato dell'affondamento, realizzato da un cameraman della Gaumont, venne tenuto segreto dall'Ammiragliato fino al 1945 per non danneggiare il morale della popolazione. Negli anni successivi è stato riutilizzato in molti documentari e film tra cui La Terra contro i dischi volanti (dove "simulò" l'affondamento di un cacciatorpediniere statunitense), Task Force, I cannoni di Navarone e La battaglia di Okinawa. Appare anche nel video musicale dei Red Hot Chili Peppers della cover di Higher Ground.